# Tremors: Shrieker Island
Tremors: Shrieker Island (traduzione lett. Tremors: L'isola degli Shrieker) è un film direct-to-video del 2020 diretto da Don Michael Paul.
Si tratta del settimo capitolo della serie di Tremors ed è il seguito di Tremors: A Cold Day in Hell (2018).

## Trama
Il grande cacciatore di selvaggina Bill (Richard Brake), proprietario di Avex-Bio Tech, guida una battuta di caccia con il suo partner Dr. Richards e la migliore cacciatrice Anna (Cassie Clare), dove porta i ricchi partecipanti a dare la caccia ai Graboid su Dark Island, un zona privata in cui opera la sua azienda. La dottoressa Jasmine 'Jas' Welker (Caroline Langrishe) e il suo collega Jimmy (Jon Heder) lavorano sul sito di ricerca vicino a Dark Island dove stavano sperimentando vibrazioni sismiche innaturali. Quando Jas vede Bill lasciare Dark Island, insieme a Jimmy e all'amico Ishimon si propone di indagare su ciò che Bill stava facendo e trova un Graboid morto. Tentano di fuggire quando si rendono conto che ha dato alla luce Shriekers, ma gli Shriekers uccidono Ishimon. Jas, sapendo cosa sono i Graboid, ordina a Jimmy di usare le coordinate fornite da suo figlio Travis per trovare Burt Gummer (Michael Gross). Fa visita a Bill nel suo campo e scopre che Bill ha allevato geneticamente i Graboid sull'isola e li ha resi più potenti e intelligenti per la sua caccia. Ha anche interrotto le comunicazioni in modo che nulla potesse fermare lui e la sua battuta di caccia.
Jimmy trova Burt, che ora ha vissuto in isolamento come sopravvissuto lontano dal governo e contento di essere stato ritirato da qualsiasi cosa relativa ai Graboid. Jimmy lo informa che hanno bisogno del suo aiuto e Travis non è disponibile a causa dell'arresto in Messico per contrabbando di funghi . Burt accetta con riluttanza quando Jimmy lo convince che è il suo destino. Quando scopre che Jas è lì, quasi rifiuta di aiutare a causa della loro storia e gli ha tenuto segreta la nascita di Travis per così tanti anni.
Dopo essersi ripulito, Burt incontra l'equipaggio, incluso il maschiaccio Freddie (Jackie Cruz) che ha una cotta per Jimmy. Bill si presenta per intimidire Burt e dirgli di rinunciare alla sua caccia, ma Burt non ha paura e avverte Bill che i Graboid sono una forte minaccia, indipendentemente dalla pianificazione attuata contro di loro. Burt cerca di raccogliere armi solo per scoprire che non hanno armi da fuoco per difendersi, solo un bunker della seconda guerra mondiale che ha machete, due lanciafiamme M2 e dinamite che è instabile.
Su Dark Island, gli Shriekers incontrati da Jas e Jimmy hanno iniziato a uccidere i membri del suo gruppo di cacciatori. Alla fine, trovano gli Shriekers, ma anche loro, come il loro genitore Graboid, sono superiori agli originali e ora possono usare le loro urla come armi che emettono suoni permettendo loro di abbattere l'equipaggio di Bill uno per uno. Vengono salvati quando Burt e gli altri arrivano uccidendo gli Shriekers e un Graboid, lasciando due Graboid rimanenti. Tornando al sito di ricerca di Jas, sono scioccati nell'apprendere che uno dei Graboid è arrivato nella loro posizione, mostrando segni che è molto più potente di quanto si rendessero conto. Burt avverte Bill di interrompere la caccia e riaccendere il sistema di comunicazione, ma rifiuta. Bill spara a Burt con un dardo tranquillante bloccando lui e gli altri nel bunker.
Risveglio nel bunker, tutti sono stati legati con fascette. Quando Jimmy ricorda che gli stivali che ha prestato a Burt avevano i lacci sostituiti con 550 Paracord, Burt è in grado di segare le fascette. Nel frattempo, la caccia di Bill continua ma va storta quando il Graboid che è arrivato sul sito in precedenza si è presentato e successivamente viene soprannominato "The Queen" per la sua superiorità. Anna lascia quando la brama di Bill per la caccia si rivela troppo pericolosa e folle.
Anna libera Burt e gli altri dal bunker, ma vengono attaccati da un Graboid prima che possano andarsene. Usano la dinamite per farlo saltare in aria lasciando solo la regina. Burt trova Bill per ragionare con lui ma non riesce a convincerlo a rinunciare alla sua caccia. Bill incontra la sua morte quando la regina li trova e divora Bill. Burt si rende conto che la regina sta uccidendo i più deboli fino a quando Burt, che secondo Jimmy deve essere l'Alfa, rimane. Burt riunisce i sopravvissuti rimasti e, ispirati dal modo in cui i suoi amici Valentine McKee e Earl Bassett hanno ucciso con successo un Graboid intelligente nel suo primissimo incontro con le creature ( Tremors ), progettano di condurre la Regina su un vulcano inattivo soprannominato Devil's Punchbowl e attirare la regina su un altopianosu un letto di dinamite a spillo.
Burt e Jimmy se ne vanno per uccidere i rimanenti Shriekers, mentre Jas e gli altri preparano la trappola per The Queen. Burt e Jimmy arrivano a Dark Island e iniziano a uccidere gli Shriekers con solo machete, un lanciafiamme e una motosega.
Tornano al sito di ricerca, ma scoprono che la regina è lì ad aspettare Burt. La squadra si dirige al Devil's Punchbowl per eseguire il piano con Jimmy che lo segue con Burt. La coppia sta conducendo con successo la regina nella trappola, ma Burt, all'ultimo secondo, spinge via Jimmy e si lascia inghiottire dalla regina per assicurarsi la sua morte. La regina muore a causa della dinamite e delle punte, e Burt non sopravvive, con grande tristezza di Jas e degli altri. Alla fine, fanno un memoriale per Burt, lasciandosi dietro le loro armi con il suo caratteristico cappello e occhiali da sole.
Durante i titoli di coda, vengono montate scene di Burt Gummer di tutti i precedenti film di Tremors .

## Distribuzione
- Il film è uscito direttamente in DVD e Blu-Ray il 20 ottobre 2020 negli Stati Uniti d'America.
- In Italia è stato trasmesso in prima visione assoluta, doppiato in italiano, il 4 febbraio 2023 alle 21:15 sul canale Mediaset Italia 2.